# سلیمان بیک
سلیمان بیک (به عربی: سلیمان بیک) یک منطقهٔ مسکونی در عراق است که در استان صلاح‌الدین واقع شده‌است.